# Fagbevægelse
"Fagbevægelse" er en fællesbetegnelse for organisationer der organiserer arbejdere/lønmodtagere i fagforeninger og fagforbund. Disse foreninger og forbund repræsenterer arbejderne i forhandlinger med arbejdsgiverne, og støtter arbejderne i eventuelle konflikter med arbejdsgiverne. 

## Fagbevægelsen i Danmark
De danske fagforeninger organiserer arbejderne efter deres professionelle fag på tværs af virksomheder, i modsætning til visse andre landes fagbevægelser, hvor arbejderne i en virksomhed organiserer sig i en bestemt fagforening (engelsk: union) uanset fag.
Den danske fagbevægelse består af en lang række fagforeninger og fagforbund, der er organiseret i hovedorganisationer, der fungerer som paraplyer for den samlede fagbevægelse. De vigtigste hovedorganisationer er FH (tidligere LO og FTF) og Akademikerne. 
Forbundene under FH (Fagbevægelsens Hovedorganisation) betegnes undertiden som "den røde fagbevægelse" i kraft af organisationens traditionelle sammenhæng med arbejderpartierne – især Socialdemokraterne.
Som parallel til "den røde fagbevægelse" nævnes de såkaldt "gule" fagforeninger, bl.a. Kristelig Fagbevægelse. Disse er ofte karakteriseret ved, at de afskriver sig retten til kollektive kampskridt – eksempelvis strejker og blokader.
Mindre end 70 % af lønmodtagerne i Danmark er organiseret i en fagforening, eksklusive de "gule" 58 % (2015).